# Wiebershausen (Odenthal)
Wiebershausen ist ein Wohnplatz in Oberodenthal in der Gemeinde Odenthal  im Rheinisch-Bergischen Kreis.

## Lage und Beschreibung
Wiebershausen liegt im Scherfbachtal südlich von Niederscherf.

## Geschichte
Die Topographia Ducatus Montani des Erich Philipp Ploennies, Blatt Amt Miselohe, belegt, dass der Wohnplatz 1715 als zwei Höfe kategorisiert wurde und mit Bibeshus bezeichnet wurde.
Aus der Charte des Herzogthums Berg 1789 von Carl Friedrich von Wiebeking geht hervor, dass Wiebershausen zu dieser Zeit Teil von Oberodenthal in der Herrschaft Odenthal war.
Unter der französischen Verwaltung zwischen 1806 und 1813 wurde die Herrschaft aufgelöst und Wiebershausen wurde politisch der Mairie Odenthal im Kanton Bensberg zugeordnet. 1816 wandelten die Preußen die Mairie zur Bürgermeisterei Odenthal im Kreis Mülheim am Rhein.
Der Ort ist auf der Topographischen Aufnahme der Rheinlande von 1824 und auf der Preußischen Uraufnahme von 1840 als Wibershausen verzeichnet. Ab der Preußischen Neuaufnahme von 1892 ist er auf Messtischblättern regelmäßig als Wiebershausen oder ohne Namen verzeichnet.
| Jahr | Einwohner | Wohn- gebäude | Kategorie  | Bemerkung           |
| ---- | --------- | ------------- | ---------- | ------------------- |
| 1822 | 24        |               | Ackergüter | Wiberhausen genannt |
| 1830 | 26        |               | Ackergut   |                     |
| 1845 | 29        | 4             | Ackergüter |                     |
| 1871 | 17        | 4             | Hofstelle  |                     |
| 1885 | 28        | 5             | Wohnplatz  |                     |
| 1895 | 23        | 5             | Wohnplatz  |                     |
| 1905 | 23        | 5             | Wohnplatz  |                     |